# Esturgeon du Yang Tsé
Acipenser dabryanus
Espèce
Statut de conservation UICN

EW : Éteint à l'état sauvage
L'esturgeon du Yang Tsé (Acipenser dabryanus) est une espèce de poissons de la famille des Acipenseridae. Il est endémique du fleuve Yangzi en Chine.

## Alimentation
Il se nourrit de plantes aquatiques, d'invertébrés et de petits poissons.

## Reproduction
Ils atteignent la maturité sexuelle à l’âge de 4 à 8 ans. La période de frai se déroule en mars et avril, parfois en novembre et décembre. La femelle pond de 57 000 à 102 000 œufs.